# スパイク・チュンソフト
株式会社スパイク・チュンソフト（英: Spike Chunsoft Co., Ltd.）は、ゲームコンテンツの企画・開発・販売・運営を主な事業内容とする日本の企業。株式会社ドワンゴの完全子会社で、株式会社KADOKAWAの連結子会社（孫会社）。コンピュータエンターテインメント協会正会員。

## 概要
共に2005年よりドワンゴ傘下（直接の親会社は中間持株会社のゲームズアリーナ）に在ったチュンソフト（1984年創業）とスパイクがチュンソフトを存続会社としてスパイクを吸収合併し、旧チュンソフト創業者の中村光一が新会社の会長・旧スパイク社長の櫻井光俊が同じく新会社の社長にそれぞれ就任する新体制で2012年4月1日に発足した。
2013年1月7日、ドワンゴ子会社の株式会社ティーアンドイーソフト（T&E SOFT）を吸収合併。
2017年12月、アメリカ合衆国カリフォルニア州に子会社「SPIKE CHUNSOFT, INC.」を設立。
2020年、中村光一が会長を退任。
2021年3月31日、新設分割より遊技機及びゲーム等デジタルコンテンツに関する事業を株式会社フォーチュン（愛知県名古屋市東区）に継承。
2021年7月1日、株式会社マイクロビジョンの開発受託事業を継承。

## タイトル一覧
合併前の旧チュンソフト、スパイク両社の開発・発売タイトルに関してはチュンソフト#タイトル一覧とスパイク (ゲーム会社)#ゲームソフト部門を参照。

### 自社タイトル
| タイトル                                                              | 発売日         | 発売元                             | 備考                                               |
| --------------------------------------------------------------------- | -------------- | ---------------------------------- | -------------------------------------------------- |
| CONCEPTION 俺の子供を産んでくれ!                                      | 2012年4月26日  | スパイク・チュンソフト             | 開発: チャイム                                     |
| 喧嘩番長Bros. トーキョーバトルロイヤル                                | 2012年6月21日  | スパイク・チュンソフト             | 開発: バレット                                     |
| スーパーダンガンロンパ2 さよなら絶望学園                              | 2012年7月26日  | スパイク・チュンソフト             |                                                    |
| Dragon Ball Z for Kinect                                              | 2012年10月     | NAMCO BANDAI Games America         |                                                    |
| 不思議のダンジョン 風来のシレン4 plus 神の眼と悪魔のヘソ              | 2012年10月18日 |                                    |                                                    |
| ポケモン不思議のダンジョン マグナゲートと∞迷宮                        | 2012年11月23日 | ポケモン                           |                                                    |
| HEROES' VS                                                            | 2013年2月7日   | バンダイナムコゲームス             |                                                    |
| 名探偵コナン マリオネット交響曲                                       | 2013年4月25日  | バンダイナムコゲームス             |                                                    |
| 9時間9人9の扉 Smart Sound Novel                                       | 2013年5月29日  | スパイク・チュンソフト             |                                                    |
| すれちがい合戦                                                        | 2013年6月18日  | 任天堂                             | すれちがいMii広場 ダウンロードコンテンツ           |
| CONCEPTION II 七星の導きとマズルの悪夢                                | 2013年8月22日  | スパイク・チュンソフト             | 開発: チャイム                                     |
| ダンガンロンパ1・2 Reload                                             | 2013年10月10日 | スパイク・チュンソフト             |                                                    |
| 進撃の巨人〜人類最後の翼〜                                            | 2013年12月5日  | スパイク・チュンソフト             |                                                    |
| カセキホリダー ムゲンギア                                             | 2014年2月27日  | 任天堂                             | 共同開発: レッド・エンタテインメント               |
| ジェイスターズ ビクトリーバーサス                                     | 2014年3月20日  | バンダイナムコゲームス             |                                                    |
| 名探偵コナン ファントム狂詩曲                                         | 2014年4月17日  | バンダイナムコゲームス             |                                                    |
| せかい☆セイフク ～COSTUME FES.～                                      | 2014年7月23日  | スパイク・チュンソフト             |                                                    |
| 絶対絶望少女 ダンガンロンパ Another Episode                           | 2014年9月25日  | スパイク・チュンソフト             |                                                    |
| 進撃の巨人〜人類最後の翼〜 CHAIN                                      | 2014年12月4日  | スパイク・チュンソフト             | 開発: マイクロビジョン                             |
| 喧嘩番長6〜ソウル&ブラッド〜                                          | 2015年1月15日  | スパイク・チュンソフト             | 開発: スタジオ斬                                   |
| 憂世ノ志士                                                            | 2015年1月29日  | スパイク・チュンソフト             |                                                    |
| 憂世ノ浪士                                                            | 2015年2月11日  | スパイク・チュンソフト             |                                                    |
| 世界樹と不思議のダンジョン                                            | 2015年3月5日   | アトラス                           |                                                    |
| 不思議のクロニクル 振リ返リマセン勝ツマデハ                           | 2015年7月30日  | スパイク・チュンソフト             |                                                    |
| ポケモン超不思議のダンジョン                                          | 2015年9月17日  | ポケモン                           |                                                    |
| グランキングダム                                                      | 2015年11月19日 | スパイク・チュンソフト             | 開発: モノクロ                                     |
| イグジストアーカイヴ -The Other Side of the Sky-                      | 2015年12月17日 | スパイク・チュンソフト             | 開発: トライエース                                 |
| ワンピース バーニングブラッド                                         | 2016年4月21日  | バンダイナムコエンターテインメント |                                                    |
| 喧嘩番長 乙女                                                         | 2016年5月19日  | スパイク・チュンソフト             | 開発: レッド・エンタテインメント                   |
| Mighty No. 9                                                          | 2016年6月21日  | スパイク・チュンソフト             | 開発: comcept / インティ・クリエイツ               |
| ZERO ESCAPE 刻のジレンマ                                              | 2016年6月30日  | スパイク・チュンソフト             |                                                    |
| ニューダンガンロンパV3 みんなのコロシアイ新学期                       | 2017年1月12日  | スパイク・チュンソフト             |                                                    |
| ZERO ESCAPE 9時間9人9の扉 善人シボウデス ダブルパック                 | 2017年3月25日  | スパイク・チュンソフト             |                                                    |
| 喧嘩番長 乙女 ～完全無欠のマイハニー～                                | 2017年7月27日  | スパイク・チュンソフト             |                                                    |
| 世界樹と不思議のダンジョン2                                           | 2017年8月31日  | アトラス                           |                                                    |
| 進撃の巨人2～未来の座標～                                             | 2017年11月30日 | スパイク・チュンソフト             | 開発: マイクロビジョン                             |
| ザンキゼロ                                                            | 2018年7月5日   | スパイク・チュンソフト             | 開発: ランカース                                   |
| FIRE PRO WRESTLING WORLD (PS4版)                                      | 2018年8月9日   |                                    |                                                    |
| JUMP FORCE                                                            | 2019年2月14日  | バンダイナムコエンターテインメント |                                                    |
| 喧嘩番長 乙女 2nd Rumble !!                                           | 2019年3月14日  | スパイク・チュンソフト             |                                                    |
| AI: ソムニウム ファイル                                               | 2019年9月19日  | スパイク・チュンソフト             |                                                    |
| 侍道外伝 KATANAKAMI                                                   | 2020年2月20日  | スパイク・チュンソフト             | 開発: アクワイア                                   |
| ONE PUNCH MAN A HERO NOBODY KNOWS                                     | 2020年2月27日  | バンダイナムコエンターテインメント |                                                    |
| 不思議のダンジョン 風来のシレン5plus フォーチュンタワーと運命のダイス | 2020年12月3日  | スパイク・チュンソフト             |                                                    |
| Re:ゼロから始める異世界生活 偽りの王選候補                            | 2021年1月28日  | スパイク・チュンソフト             |                                                    |
| AI: ソムニウムファイル ニルヴァーナイニシアチブ                       | 2022年6月23日  | スパイク・チュンソフト             |                                                    |
| メイドインアビス 闇を目指した連星                                     | 2022年9月1日   | スパイク・チュンソフト             |                                                    |
| 超探偵事件簿 レインコード                                             | 2023年6月30日  | スパイク・チュンソフト             | 共同開発：トゥーキョーゲームス                     |
| なつもん! 20世紀の夏休み                                              | 2023年7月28日  | スパイク・チュンソフト             | 開発：ミレニアムキッチン / トイボックス / アプシィ |
| 不思議のダンジョン 風来のシレン6 とぐろ島探検録                       | 2024年1月25日  | スパイク・チュンソフト             |                                                    |
| 豆狸のバケル                                                          | 2024年9月3日   | スパイク・チュンソフト             | 開発：グッド・フィール                             |
| ドラゴンボール Sparking! ZERO                                         | 2024年10月10日 | バンダイナムコエンターテインメント |                                                    |
| 伊達鍵は眠らない -AI: ソムニウム ファイル                             | 2025年7月25日  | スパイク・チュンソフト             |                                                    |

### 海外ローカライズタイトル
| タイトル                                                                      | 発売日         | 開発元                     |
| ----------------------------------------------------------------------------- | -------------- | -------------------------- |
| ウィッチャー2                                                                 | 2012年8月23日  | CD Projekt Red             |
| セインツロウ ザ・サード：フルパッケージ                                       | 2012年12月6日  | ボリション                 |
| キングダムズ オブ アマラー：レコニング                                        | 2012年9月20日  | 38 Studios、Big Huge Games |
| テラリア                                                                      | 2013年5月23日  | Re-Logic                   |
| Dead Island: Riptide                                                          | 2013年7月11日  | テックランド               |
| メトロ ラストライト                                                           | 2013年8月1日   | 4A Games                   |
| セインツロウIV リエレクテッド                                                 | 2015年4月16日  | ボリション                 |
| ウィッチャー3 ワイルドハント                                                  | 2015年5月21日  | CD Projekt Red             |
| ホットライン マイアミ Collected Edition                                       | 2015年6月25日  | Dennaton Games             |
| クリプト・オブ・ネクロダンサー                                                | 2016年1月18日  | Brace Yourself Games       |
| ディヴィニティ:オリジナル・シン エンハンスド・エディション                    | 2016年4月14日  | Larian Studios             |
| HOMEFRONT the Revolution                                                      | 2016年5月19日  | Dambuster Studios          |
| ウェイストランド 2 ディレクターズカット                                       | 2016年8月4日   | inXile Entertainment       |
| ポータルナイツ                                                                | 2017年6月29日  | Keen Games                 |
| ARK: Survival Evolved                                                         | 2017年10月26日 | Studio Wildcard            |
| シティーズ: スカイライン PlayStation 4 Edition                                | 2018年4月12日  | Colossal Order             |
| コナン アウトキャスト                                                         | 2018年8月23日  | Funcom                     |
| メトロ エクソダス                                                             | 2019年2月15日  | 4A Games                   |
| ケイデンス・オブ・ハイラル: クリプト・オブ・ネクロダンサー feat. ゼルダの伝説 | 2019年6月14日  | Brace Yourself Games       |
| PixARK                                                                        | 2019年7月4日   | Snail Games                |
| ディヴィニティ:オリジナル・シン2                                              | 2019年10月31日 | Larian Studios             |
| シタデル:永炎の魔法と古の城塞                                                 | 2019年12月5日  | Blue Isle Studios          |
| インディヴィジブル 闇を祓う魂たち                                             | 2020年7月16日  | Lab Zero Games             |
| ゾンビサバイバル コロニービルダー They Are Billions                           | 2020年8月20日  | Numantian Games            |
| サイバーパンク2077                                                            | 2020年12月10日 | CD Projekt Red             |
| ダイイングライト2 ステイヒューマン                                            | 2022年2月4日   | テックランド               |
| RESEARCH and DESTROY                                                          | 2022年2月26日  | Implausible Industries     |
| ディスコ エリジウム ザ ファイナル カット                                      | 2022年8月25日  | ZA/UM                      |
| バルダーズ・ゲート3                                                           | 2023年12月21日 | Larian Studios             |
| ARK: Survival Ascended                                                        | 2024年1月30日  | Studio Wildcard            |

### 海外向けパブリッシングタイトル
- ホームタウンストーリー（2013年、開発・国内発売元：トイボックス）

## 所属していたスタッフ
- 小高和剛
- 小松崎類
- 打越鋼太郎